# Hemmant
Hemmant é um subúrbio de Brisbane, na Austrália. São 11 quilômetros (6,8 mi) a leste da CDB localizada no rio Brisbane.

## História

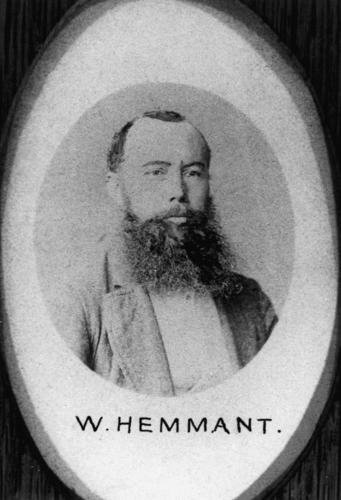
O subúrbio de Hemmant recebeu o nome de William Hemmant.

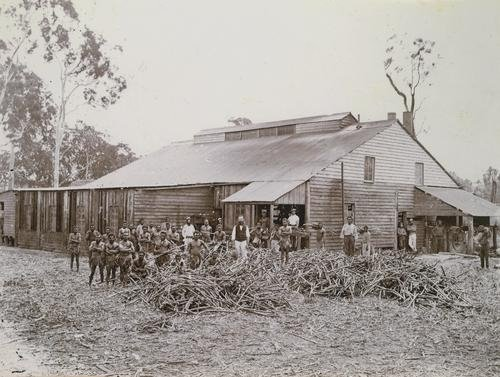
Usinas de açúcar com os trabalhadores das Ilhas do Mar do Sul posando.

Em 1858, a terra da área de Hemmant foi vendida para frutas, hortaliças e agricultura em geral. No início da década de 1860, a cana-de-açúcar era cultivada e usinas foram construídas para processar a cana. O moinho Gibsons Clydesdale era conhecido como um moinho cooperativo em Murarrie em 1872. Parte de Hemmant era originalmente conhecida como "Doughboy Creek". Todo o distrito recebeu o nome de William Hemmant um parlamentar local em 1876. Foi tesoureiro do governo Macalister e, entre 1873 e 1876, representou o eleitorado de Bulimba.

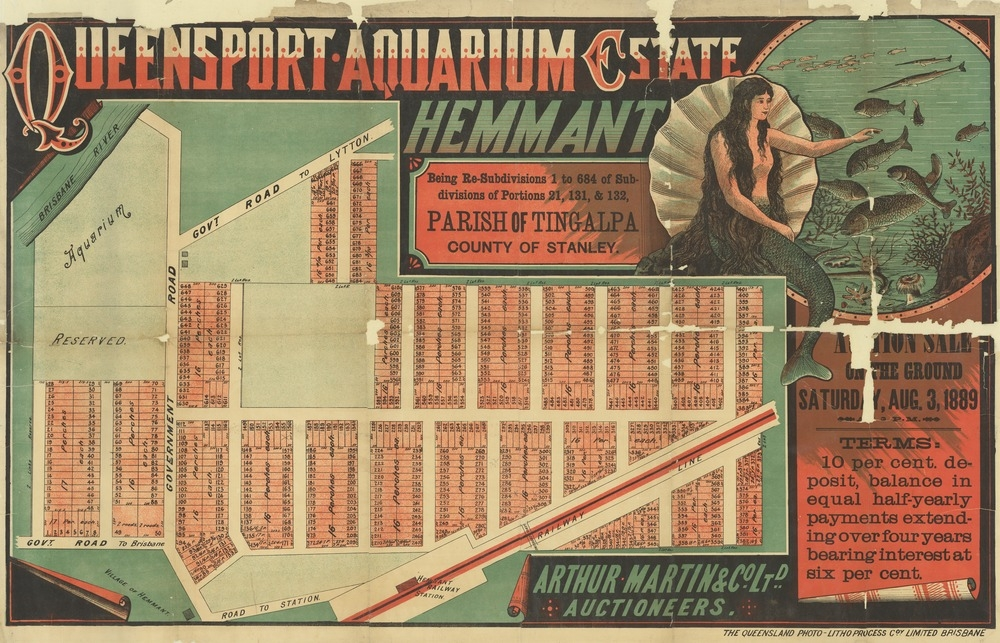
Mapa de Queensport Aquarium Estate, Hemmant, 1889

O parque temático Queensport Aquarium foi aberto em Hemmant em 1889, mas foi fechado no final da década de 1890.
A Igreja Anglicana de São Filipe foi dedicada em 3 de maio de 1964 pelo bispo coadjutor Hudson. Fechou por volta de 1975.

### Crescimento populacional
| Data do Censo | População |
| ------------- | --------- |
| 1911          | 292       |
| 1921          | 432       |
| 1947          | 614       |
| 1976          | 1.426     |
| 1991          | 1.579     |
| 2001          | 2.209     |
| 2006          | 2.680     |
| 2011          | 2.594     |

## Dados demográficos
No censo de 2011, Hemmant registrou uma população de 2.594 pessoas, 50,4% do sexo feminino e 49,6% do sexo masculino.
A idade média da população Hemmant era de 34 anos, 3 anos abaixo da mediana australiana.
74,9% das pessoas que vivem em Hemmant nasceram na Austrália, em comparação com a média nacional de 69,8%; os próximos países mais comuns de nascimento foram Nova Zelândia 8,2%, Inglaterra 3,3%, Filipinas 1,6%, Fiji 0,8%, China 0,5%.
88,4% das pessoas falavam apenas inglês em casa; os seguintes idiomas mais comuns foram 0,8% cantonês, 0,8% hindi, 0,5% tagalo, 0,5% filipino e 0,5% vietnamita.

## Listagens de patrimônio

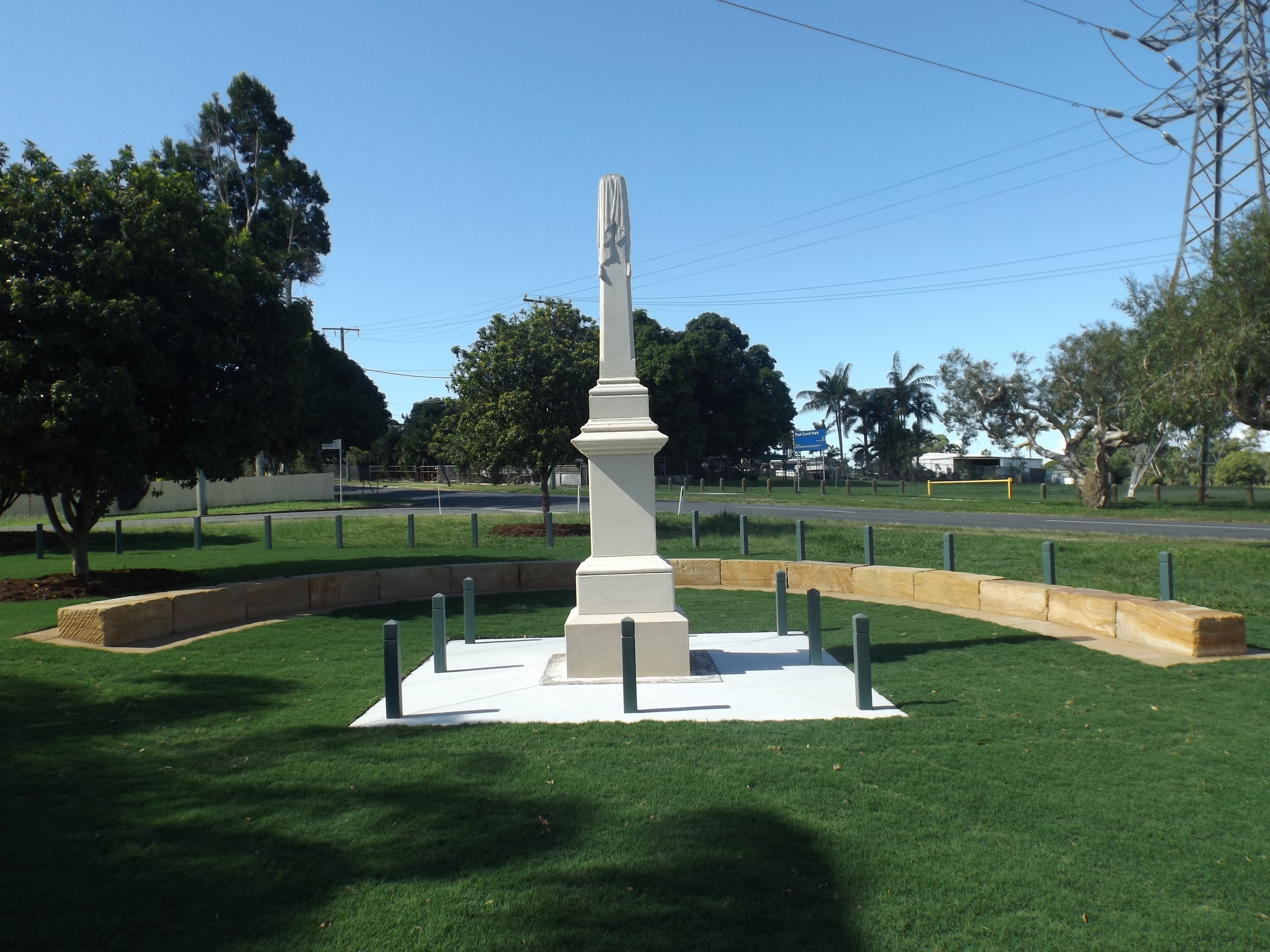
Anning Momument, 2015

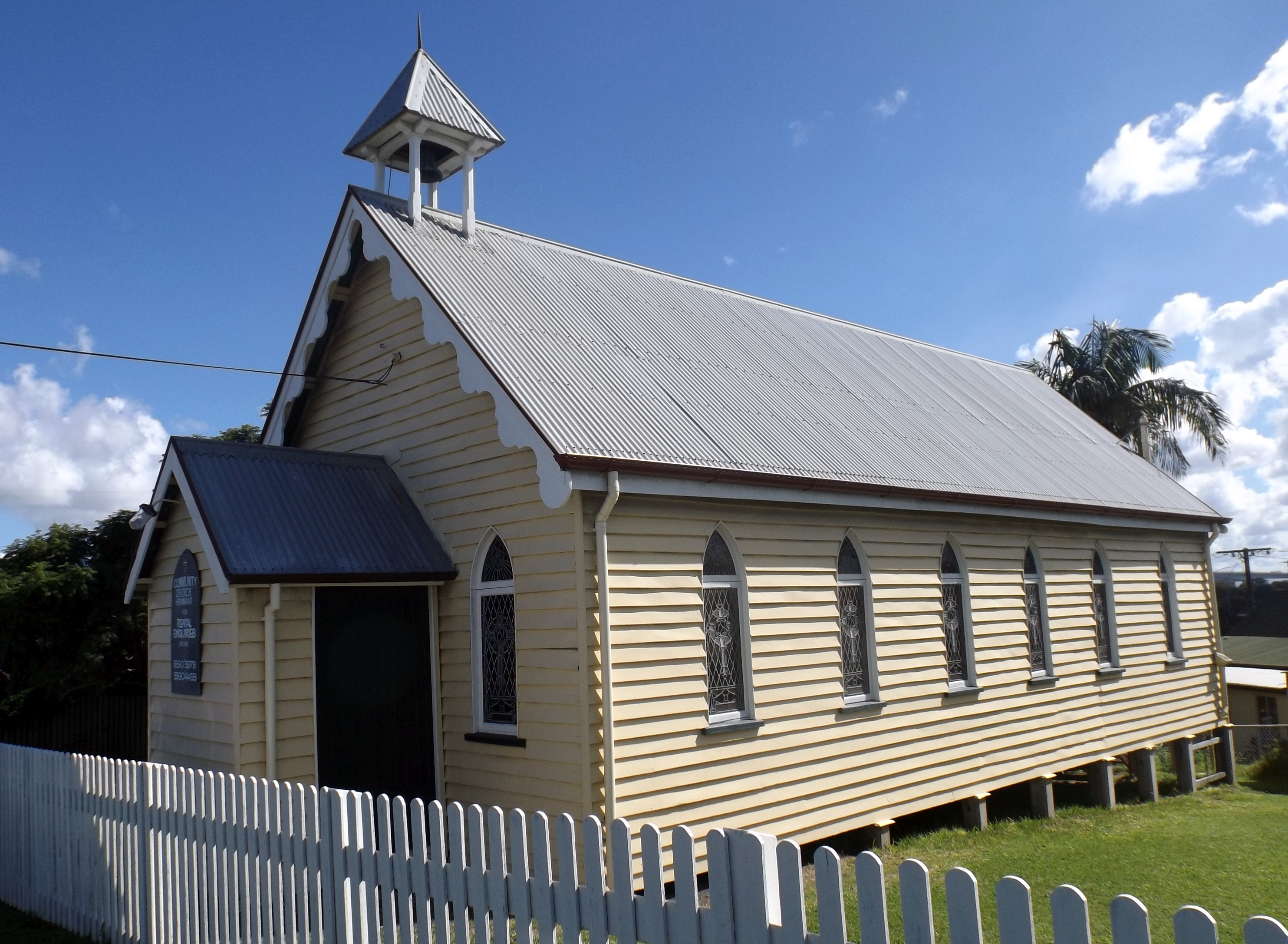
Igreja da Comunidade Cristã Hemmant, 2015

Hemmant tem vários sites listados como patrimônio, incluindo:
- cnr Boonoo Street: Anning Monument (Boer War Memorial)[6]
- 56 Hemmant-Tingalpa Road: Hemmant State School e Dumbarton[7]
- 69 Hemmant Road: Igreja da Comunidade Cristã Hemmant[8]
- Estrada Fleming 241, 228 e 27: bateria de pistola Hemmant[9]

## Escolas
Em 1864, uma escola primária foi aberta. A Escola Estadual Hemmant fechou em 2010. Naquela época, era a mais antiga escola em operação contínua de Queensland. O fechamento da escola fazia parte do Projeto Escolas Públicas de Amanhã. O local da escola permanece e foi reaberto como o Hemmant Flexible Learning Center, afiliado à Igreja Católica. Originalmente chamado Bulimba Creek, foi renomeado para Doughboy Creek em 1866 e depois alterado para Hemmant em 1878.

## Lazer
Em 1889, um zoológico e um aquário foram abertos na Avenida Aquarium. Os visitantes chegaram de barco até a enchente de 1893. Os animais foram resgatados, mas as atrações foram fechadas. O edifício foi usado como salão de dança até 1901.
Em 1988, uma antiga pedreira tornou-se a Reserva de Pedreiras de Hemmant, ao lado do Cemitério de Hemmant. A reserva tem 24 hectares e possui trilhas para caminhada e instalações para piquenique.

## Transporte
A estação ferroviária de Hemmant fornece acesso a serviços regulares da rede Queensland Rail City para Brisbane e Cleveland. 